# James Q. Wilson
James Q. Wilson, per esteso  James Quinn Wilson (Denver, 27 maggio 1931 – Boston, 2 marzo 2012), è stato un politologo statunitense.
Wilson ha speso gran parte della sua carriera come professore presso l'UCLA e presso l'Università di Harvard. È stato presidente del Council of Academic Advisors dell'American Enterprise Institute, membro del President's Intelligence Advisory Board (1985–1990) e del President's Council on Bioethics. È stato anche direttore del Joint Center for Urban Studies presso l'Università di Harvard e lo MIT. Fu inoltre il primo presidente dell'American Political Science Association e membro delle Accademia americana delle arti e scienze, Società americana di filosofia e Fondazione per i diritti umani. Fu inoltre coautore di un libro di testo per prestigiose università,  American Government e scrisse molti libri scolastici, articoli e saggi Op-ed. Egli ottenne fama a livello nazionale per un articolo del 1982 sulla teoria delle finestre rotte pubblicato da The Atlantic. Nel 2003 gli venne riconosciuta dal Presidente George W. Bush la Medaglia presidenziale della libertà.

## Biografia
Egli conseguì il diploma di Bachelor of Arts (B.A.) presso l'Università di Redlands nel 1952, completando gli studi prima nel 1957, con il conseguimento del Master of Arts (M.A.), poi nel 1959 conseguendo il dottorato di ricerca (Ph.D.) in scienza politica presso l'Università di Chicago. Dal 1961 al 1987 fu professore presso l'Università di Harvard.
Nel suo libro del 1975, Thinking About Crime, espose l'innovativa teoria dell'interdizione come la più efficace spiegazione della riduzione nelle percentuali dei crimini osservata dove le sentenze di lunga detenzione erano la norma. I criminali non vengono trattenuti dalla minaccia di carcerazioni più lunghe, ma i recidivi verrebbero scoraggiati da ulteriori crimini, semplicemente perché essi verrebbero incarcerati invece che rimanere liberi in strada.
Wilson e George L. Kelling introdussero la teoria delle finestre rotte nell'edizione del mese di marzo 1982 del mensile The Atlantic Monthly. In un articolo dal titolo Broken Windows essi sostennero che i sintomi di crimini a basso livello e il disordine (a es. una finestra rotta) creano un ambiente che incoraggia maggiormente i reati, compresi quelli gravi.
Dal 1987 al 1997 egli fu professore di Management e Politica Pubblica presso la Scuola di Management dell'UCLA, dal 1998 al 2009 fu professore di Politica Pubblica presso la Scuola di Politica Pubblica dell'Università Pepperdine.
Wilson è stato l'autore del testo universitario American Government e coautore dell'ultima edizione con John J. Dilulio, Jr. Il testo è stato molto venduto, sebbene il suo uso sia divenuto controverso negli ultimi anni dopo che le università lo hanno accusato di imprecisioni e di condizionamento di destra.
Wilson fu presidente della White House Task Force on Crime (1966), della National Advisory Commission on Drug Abuse Prevention (1972–1973) e membro della Attorney General's Task Force on Violent Crime (1981), del Consiglio di consulenza del Presidente sullo spionaggio estero (1985–1990) e del Consiglio presidenziale di bioetica. Fu Presidente dell'American Political Science Association. Fece parte del Consiglio di amministrazione del New England Electric System (oggi National Grid USA), della RAND Corporation e della State Farm Mutual Insurance.
È stato presidente del Council of Academic Advisors dell'American Enterprise Institute, membro dell'Accademia americana delle arti e scienze, della Società filosofica americana e del Consiglio internazionale della Fondazione per i diritti umani di New York.

### Pensiero politico
Sebbene come giovane professore egli "votò per John Kennedy, Lyndon Johnson e Hubert Humphrey e lavorò per la campagna presidenziale di quest'ultimo." Wilson venne più avanti riconosciuto come uno studioso conservatore, come indicato dalla sua posizione di consulente dell'American Enterprise Institute. Fu inoltre un solido sostenitore della perseveranza nella guerra alla droga.
(Citato in William J. Bennett, Body Count (New York: 1996), pp. 140–41)
Wilson fu un pioniere dell'idea che la pubblica amministrazione stava diventando piena di calcoli politici e interessi:
("An Introduction to the Work of James Q. Wilson", contemporarythinkers.org.)
Wilson studiò i conflitti tra "dilettanti" e "professionisti" che partecipano alla politica, specialmente nel Partito Democratico degli anni sessanta. Egli sosteneva che politici di professione, partiti, "macchine politiche" e strutture informali di potere erano essenziali al funzionamento del governo e alle sue strutture ufficiali di potere. Nel 1962 egli scrisse che:
(James Q. Wilson, The Amateur Democrat: Club Politics in Three Cities, University of Chicago Press, 1962; ristampato con nuova prefazione nel 1966.)

### Personalità
Wilson è stato descritto come persona cortese e gentile nel modo di comportarsi ma anche intellettualmente tosto e fermo nelle sue opinioni. Come disse l'ex studente di Wilson, già Presidente dell'American Enterprise Institute, Christopher DeMuth:
("Christopher Demuth transcript: IV) James Q. Wilson, conversationswithbillkristol.org, registrato il  19 marzo 2014.)

### Morte
Wilson morì a Boston a causa di complicazioni della leucemia.

## Riconoscimenti
- Dottore onorario della Università di Harvard
- Premio per i risultati di una vita dell'Associazione americana di scienze politiche, 2001
- Medaglia presidenziale della libertà ricevuta dal Presidente George W. Bush nel 2003

## Opere
(in lingua inglese salvo diverso avviso)
- American Politics, Then and Now (2010)
- American Government, 12th ed. (2010, con John J. Dilulio, Jr.)
- Understanding America: The Anatomy of an Exceptional Nation (2008, ed. con Peter Schuck)
- The Marriage Problem: How Our Culture Damages Families (2002)
- Moral Judgment (1997)
- The Moral Sense (1993)
- On Character: Essays by James Q. Wilson (1991)
- Bureaucracy (1989) – "il suo capolavoro"[9]
- Crime and Human Nature (1985, con Richard Herrnstein)
- Watching Fishes: Life and Behavior on Coral Reefs (1985, con Roberta Wilson)
- The Politics of Regulation (1980)
- The Investigators (1978)
- Thinking About Crime (1975)
- Political Organizations (1973)
- Varieties of Police Behavior (1968)
- The Amateur Democrat (1966)
- City Politics (1963, con Edward C. Banfield)
- Negro Politics (1960)

## Cinema
- Vigilante Vigilante: The Battle for Expression, 2011